# Steve Lillywhite
Stephen Alan Lillywhite, CBE (sinh ngày 15 tháng 3 năm 1955) là một nhà sản xuất thu âm người Anh. Kể từ khi khởi nghiệp năm 1977, Lillywhite đã được ghi chú trong khoảng 500 bản thu âm, đồng thời hợp tác với nhiều nhạc sĩ như U2, The Rolling Stones, Dave Matthews Band, Peter Gabriel, Talking Heads, Morrissey, The Killers, The Pogues, David Byrne, XTC, Siouxsie và the Banshees, Simple Minds, The Psychedelic Furs, Phish, Counting Crows và Joan Armatrading. Ông từng đoạt 6 giải Grammy, bao gồm Nhà sản xuất của năm 2006, và được phong làm Chỉ huy của Đế quốc Anh năm 2012 vì những đóng góp của ông.